# نيلسون فيغيروا
نيلسون فيغيروا (بالإنجليزية: Nelson Figueroa)‏ هو لاعب كرة قاعدة أمريكي، ولد في 18 مايو 1974 في بروكلين في الولايات المتحدة.

## وصلات خارجية
- نيلسون فيغيروا على موقع دوري كرة القاعدة الرئيسي (الإنجليزية)
- نيلسون فيغيروا على موقعبيزبول رفرنس.كوم (الدوري الرئيسي) (الإنجليزية)
- نيلسون فيغيروا على موقعبيزبول رفرنس.كوم (الدوري الثانوي) (الإنجليزية)
- نيلسون فيغيروا على موقع إي إس بي إن.كوم (أم.أل.بي) (الإنجليزية)
- نيلسون فيغيروا على موقع مشجعي الرسوم البيانية (الإنجليزية)